# Эспри, Билл (футболист)
Уильям (Билочтил) Эспри (англ. William "Bill" Asprey; 11 сентября 1936, Вулвергемптон, Англия — 25 мая 2025, Джерси, Англия) — английский футболист и тренер.

## Карьера
На юниорском уровне выступал в системе клуба «Вулверхэмптон Уондерерс». Почти всю свою взрослую карьеру провел в «Сток Сити», игравшему во втором и в первом дивизионе Футбольной лиги Англии. В 1964 году вместе с «гончарами» доходил до финала Кубка футбольной лиги. Сразу после завершения карьеры перешел на тренерскую работу. Он стал ассистентом наставника «Шеффилд Уэнсдей». Затем Эспри входил в тренерские штабы других английских команд, пока в 1975 году он не возглавил сборную Родезии, с которой он работал до января 1978 года. Позднее возглавлял национальную команду Сирии.
В 1982 году стал Ричи Баркера в «Сток Сити», а после его ухода из клуба в декабре 1983 года он самостоятельно возглавил «гончаров». По итогам сезона 1983/84 ему удалось с ними сохранить подписку в Футбольной лиге Англии. Однако в следующем чемпионате «Сток Сити» занял последнее место в турнире и покинул элиту.
В дальнейшем возглавлял олимпийскую сборную Ирака и малазийский клуб АТМ ФА. Скончался 25 мая 2025 года на 88-м году жизни на островах Джерси.

## Достижения
- Финалист Кубка Английской футбольной лиги (1): 1963/64.
- Победитель второго дивизиона футбольной лиги Англии (1): 1962/63.